# Stones in My Passway
Stones in My Passway è una canzone blues di Robert Johnson.

## Il brano
Tra le più celebri del bluesman, vi sono stati letti richiami biblici.